# Rändajad
«Rändajad» (укр. «Мандрівники») — пісня, з якою естонський гурт Urban Symphony виступив на конкурсі Євробачення 2009. Автор музики та слів Свен Лихмус.
У другому півфіналі Євробачення-2009 пісня здобула 115 балів і посіла високе третє місце, забезпечивши Естонії місце у фіналі конкурсу. Починаючи з 2004 року, коли на Євробаченні введено півфінали, Естонії до цього жодного разу не вдавалося навіть пройти до фіналу.
У финалі Євробачення-2009 пісня посіла 6-е місце з піснею «Rändajad». Гурт посів 6 місце, набравши при цьому 129 балів., що стало найкращим досягненням Естонії з 2002 року.

## Опис пісні
Випущено декілька версій пісні. Сингл на CD містив:
1. Rändajad (Radio Version) — 2:59
2. Rändajad (Lazy Drumbeat Mix) — 4:04

Кріме того, ще один реліз вийшов у форматі для завантаження з інтернету:
1. Rändajad (Eurovision version) — 3:03
2. Rändajad (Club Mix) — 3:56
3. Rändajad (Club Mix Extended) — 5:10
4. Rändajad (Acoustic version) — 2:40

## Текст пісні
Текст дещо відрізняється залежно від трактування, звідси різний і переклад.

## Позиція в чартах
| Чарт (2009)                   | Найкраща Позиція |
| ----------------------------- | ---------------- |
| Belgian Singles Chart         | 68               |
| Estonian Singles Chart        | 3                |
| Finnish Singles Chart         | 10               |
| Greek Billboard Singles Chart | 8                |
| Swedish Singles Chart         | 14               |
| Swiss Singles Chart           | 86               |
| UK Singles Chart              | 117              |

## Цікаві факти
Деяким користувачам інтернету окремі частини композиції нагадують пісню гурту The Four Tops — «Reach Out (I’ll Be There)» 